# Stanislaw Witaljewitsch Schmakin
Stanislaw Witaljewitsch Schmakin (russisch Станислав Витальевич Жмакин; * 25. Juni 1982 in Pensa) ist ein russischer Eishockeyspieler, der zuletzt bei Metallurg Nowokusnezk in der Kontinentalen Hockey-Liga unter Vertrag stand.

## Karriere
Stanislaw Schmakin begann seine Karriere als Eishockeyspieler in der zweitklassigen Wysschaja Liga, in der er von 2001 bis 2003 für Disel Pensa und Juschny Ural Orsk aktiv war. Anschließend wechselte der Angreifer zum HK Lada Toljatti, für den er in der Saison 2003/04 sein Debüt in der russischen Superliga gab. Nachdem er auch die folgende Spielzeit bei Lada begonnen hatte, beendete er sie bei dessen Ligarivalen Salawat Julajew Ufa. Von 2005 bis 2008 stand der Russe erneut für den HK Lada Toljatti auf dem Eis und gewann mit seinem Team auf europäischer Ebene 2006 den IIHF Continental Cup. Zur Saison 2008/09 wechselte Schmakin zum HK ZSKA Moskau aus der neu gegründeten Kontinentalen Hockey-Liga. Für die Hauptstädter erzielte er in 54 Spielen drei Tore und bereitete weitere elf vor. Für die Saison 2009/10 wurde er daraufhin von Aufsteiger Awtomobilist Jekaterinburg verpflichtet, das die Lizenz des insolventen Chimik Woskressensk übernommen hatte.
Die folgende Saison verbrachte er bei Sewerstal Tscherepowez, ehe er im Juni 2011 vom HK Jugra Chanty-Mansijsk unter Vertrag genommen wurde. Ende Dezember 2011 wechselte er wiederum innerhalb der KHL zu Neftechimik Nischnekamsk, für den er jedoch bis Saisonende nur acht Spiele absolvierte. Im Mai 2012 wechselte er zusammen mit Nikita Schtschitow zum HK Spartak Moskau, bei dem er einen Vertrag über zwei Jahre Laufzeit erhielt, aber schon im Oktober des gleichen Jahres zu Awtomobilist Jekaterinburg zurückkehrte.
Im Sommer 2014 lief er bei einem Vorbereitungsspiel für Metallurg Nowokusnezk auf, erhielt aber keinen Vertrag.

## Erfolge und Auszeichnungen
- 2006 IIHF-Continental-Cup-Gewinn mit dem HK Lada Toljatti

## Karrierestatistik
(Legende zur Spielerstatistik: Sp oder GP = absolvierte Spiele; T oder G = erzielte Tore; V oder A = erzielte Assists; Pkt oder Pts = erzielte Scorerpunkte; SM oder PIM = erhaltene Strafminuten; +/− = Plus/Minus-Bilanz; PP = erzielte Überzahltore; SH = erzielte Unterzahltore; GW = erzielte Siegtore; 1 Play-downs/Relegation; Kursiv: Statistik nicht vollständig)